# 120347 Salacija
120347 Salacija, trans-neptunski objekt, vjerojatno patuljasti planet. Otkrili su ga Henry G. Roe, Michael E. Brown, i Kristina M. Barkume iz zvjezdarnice Palomar 22. rujna 2004. Posjeduje jedan poznati prirodni satelit, Actaeu.

## Fizička svojstva
Unatoč inklinaciji od 24°, nije dio obitelji Haumea budući joj infracrveni spektar otkriva sastav od svega 5% vodenog leda. Ukupna masa sustava Salacija-Actaea iznosi 4,66 ± 0,22 x 1020 kg. Na osnovu prosječnog promjera, 96% navedene mase otpada na samu Salaciju. S obzirom na svoje dimenzije Salacija ima jednu od najmanjih gustoća i vrijednosti albeda.
Iako je Međunarodna astronomska unija nije klasificirala kao takvu, Mike Brown smatra da se vrlo vjerojatno radi o patuljastom planetu.

## Prirodni satelit
Salacija posjeduje jedan poznati prirodni satelit, Actaeu, koja oko matičnog tijela orbitira svaka 5,494 dana na udaljenosti od 5619 ± 87 km s ekscentricitetom od 0,0084 ± 0,0076. Ima promjer između 286 ± 24 km i 303 ± 35 km. Otkrili su je Keith S. Noll, Harold Levison, Denise Stephens i Will Grundy 21. srpnja 2006. pomoću svemirskog teleskopa Hubble.